# Porfirio Camarena Castro
Porfirio Camarena Castro (Iguala de la Independencia, Guerrero, 17 de enero de 1942) es un político mexicano, miembro del Partido Revolucionario Institucional (PRI). Fue en tres ocasiones diputado federal y en una senador.

## Biografía
Es licenciado en Economía egresado de la Facultad de Economía de la Universidad Nacional Autónoma de México (UNAM) y tiene una maestría en Economía por la Universidad de Columbia en Estados Unidos. Ha sido investigador en la Comisión Nacional de los Salarios Mínimos, director general del Fideicomiso de Desarrollo Turístico de la Industria Azucarera, consejero del Banco Latino y director general adjunto del Banco Obrero. 
En la estructura del PRI y de la Confederación de Trabajadores de México (CTM) ha sido secretario adjunto de Acción Política, secretario de Asuntos Económicos del Congreso del Trabajo, subsecretario de Asuntos Económicos del comité nacional de la CTM, representante del sector obrero en el Consejo del Instituto de Estudios Políticos, Económicos y Sociales (IEPES), consejero nacional del PRI por el sector obrero, presidente del comité estatal del PRI en Guerrero, representante del sector obrero en el Programa Nacional de Defensa de la Economía Popular, coordinador del sector obrero del comité estatal del PRI en Guerrero, secretario general del Sindicato de Profesionistas al Servicio de los Trabajadores y Secretario general de la Federación de Trabajadores del Estado de Guerrero.
En 1979 es postulado por primera ocasión candidato del PRI a diputado federal por el Distrito 2 de Guerrero, resultado elegido para la LI Legislatura que concluyó en 1982; por segunda ocasión elegido diputado por el mismo distrito, pero la LIII Legislatura de 1985 a 1988; y finalmente, por tercera ocasión a la LV Legislatura de 1991 a 1994, recibiendo 28 266 votos, frente a 18 774 del candidato del Partido de la Revolución Democrática (PRD) Xavier Olea Muñoz.
Al término de su último cargo, es postulado candidato a Senador por Guerrero en segunda fórmula, junto a Guadalupe Gómez Maganda Bermeo en primera; siendo elegidos para el periodo de 1994 a 2000, correspondiente las Legislaturas LVI y LVII. Fue secretario de la Mesa Directiva e 1999 a 2000. En 1998 participó como aspirante a la candidatura del PRI a la gubernatura de Guerrero, participando en la elección interna con René Juárez Cisneros, Florencio Salazar Adame, Manuel Añorve Baños, Guadalupe Gómez Maganda, Carlos Vega Memije y Miguel Osorio Marbán y en la que resultó triunfador Rene Juárez.